# Veragrer
Die Veragrer (lateinisch Veragri; altgriechisch Οὐάραγροι) waren ein keltischer Stamm auf dem Gebiet des heutigen Schweizer Kantons Wallis.
Die Veragrer siedelten  im Mündungsgebiet der Dranse in die Rhone. Dort stand auch ihr Hauptort Octodurum, das heutige Martigny. Ihre Nachbarn waren die Seduner und die Salasser. Weitere Stämme im Wallis waren die Ceutronen, Caturiger und Nantuaten. Die Veragrer kontrollierten den wichtigen Pass des Großen Sankt Bernhard (mons Poeninus).
Die Veragrer und ihre Hauptstadt Octodurus wurden 57 v. Chr. während Gaius Iulius Caesars Gallischem Krieg von den Römern unter dem Legaten Servius Sulpicius Galba angegriffen und besetzt. Ein Gegenangriff der Kelten scheiterte (siehe Schlacht von Octodurum). Die endgültige Unterwerfung der Veragrer gelang den Römern erst unter Augustus.